# Biełorusskaja (stacja metra na linii Zamoskworieckaja)
Biełorusskaja (ros. Белорусская – Białoruska) – stacja linii Zamoskworieckiej metra moskiewskiego, otwarta 11 września 1938 roku, wraz z otwarciem linii Zasmoskworieckiej.
Stacja jest połączona ze stacją o tej samej nazwie na linii Kolcewej.